# Ctenodrilus serratus
Ctenodrilus serratus is een borstelworm uit de familie Cirratulidae. Het lichaam van de worm bestaat uit een kop, een cilindrisch, gesegmenteerd lichaam en een staartstukje. De kop bestaat uit een prostomium (gedeelte voor de mondopening) en een peristomium (gedeelte rond de mond) en draagt gepaarde aanhangsels (palpen, antennen en cirri).
Ctenodrilus serratus werd in 1857 voor het eerst wetenschappelijk beschreven door Schmidt als Parthenope serrata.